# Mons perduts
Mons perduts (títol original en anglès, Lost Worlds) és una sèrie de televisió documental del canal History que explora una varietat d'ubicacions "perdudes" des de l'antiguitat fins als temps moderns. Aquestes "grans gestes d'enginyeria, tecnologia i cultura" es revelen mitjançant l'ús d'evidències arqueològiques i entrevistes amb experts rellevants mentre s'examinen els llocs es mostren reproduccions generades per ordinador. Aquestes recreacions visuals prenen la forma d'entorns 3D renderitzats i superposicions manipulades amb fotografies, cosa que permet veure el "món perdut" en el seu estat actual. S'ha doblat al català pel canal 33.
L'episodi pilot es va emetre per primera vegada el 4 d'abril de 2005. El van seguir 12 episodis més el 2006 i 19 episodis més el 2007. Cada episodi estava disponible en DVD en la seva data d'emissió original. Els primers 13 episodis es van publicar com a caixa de 4 DVD el 30 de gener de 2007.